# Petaloctenus lunatus
Petaloctenus lunatus là một loài nhện trong họ Ctenidae.
Loài này thuộc chi Petaloctenus. Petaloctenus lunatus được miêu tả năm 2001 bởi Van der Donckt & Rudy Jocqué.